# Будино (Кировская область)
Будино — опустевшая деревня в Слободском районе Кировской области в составе Светозаревского сельского поселения.

## География
Находится на расстоянии примерно 18 км по прямой на восток-юго-восток от районного центра города Слободской.

## История
Известна была с 1873 года, когда в ней (тогда деревня На речке Почашевке) было учтено дворов 9 и жителей 50, в 1905 12 и 138, в 1926 26 и 178 (все удмурты), в 1950 37 и 132 соответственно. В 1989 году оставалось 18 жителей. С 1939 года Большое Будино, с 1978 современное название.

## Население
Постоянное население  не было учтено как в 2002 году, так и в 2010.